# Ivan Král

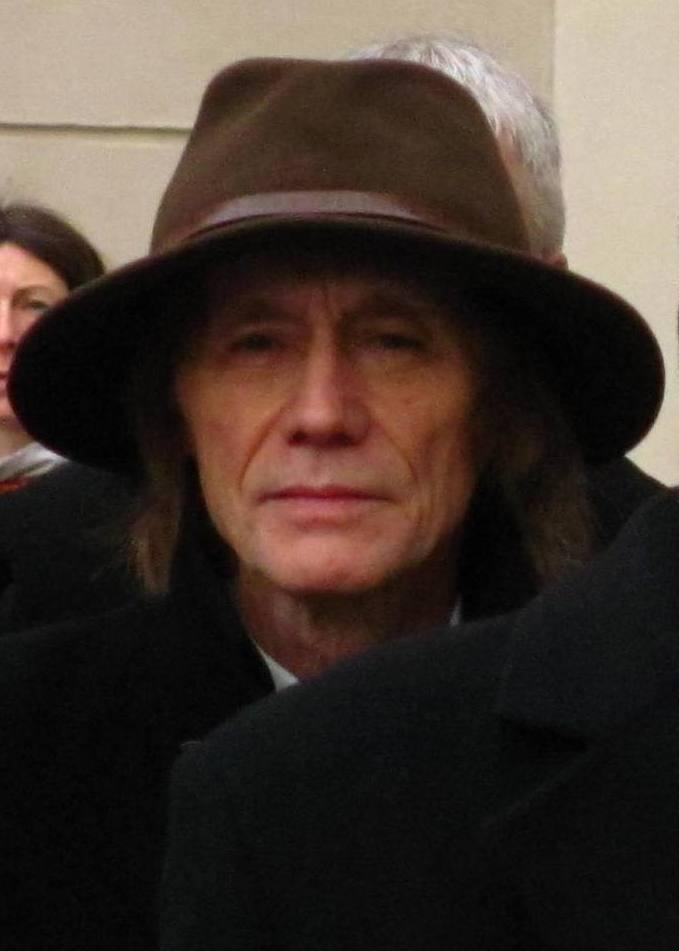
Ivan Král (2011)

Ivan Král (* 12. Mai 1948 in Prag; † 2. Februar 2020 in Ann Arbor, Michigan) war ein tschechischer Bassist, Gitarrist und Komponist.

## Biografie

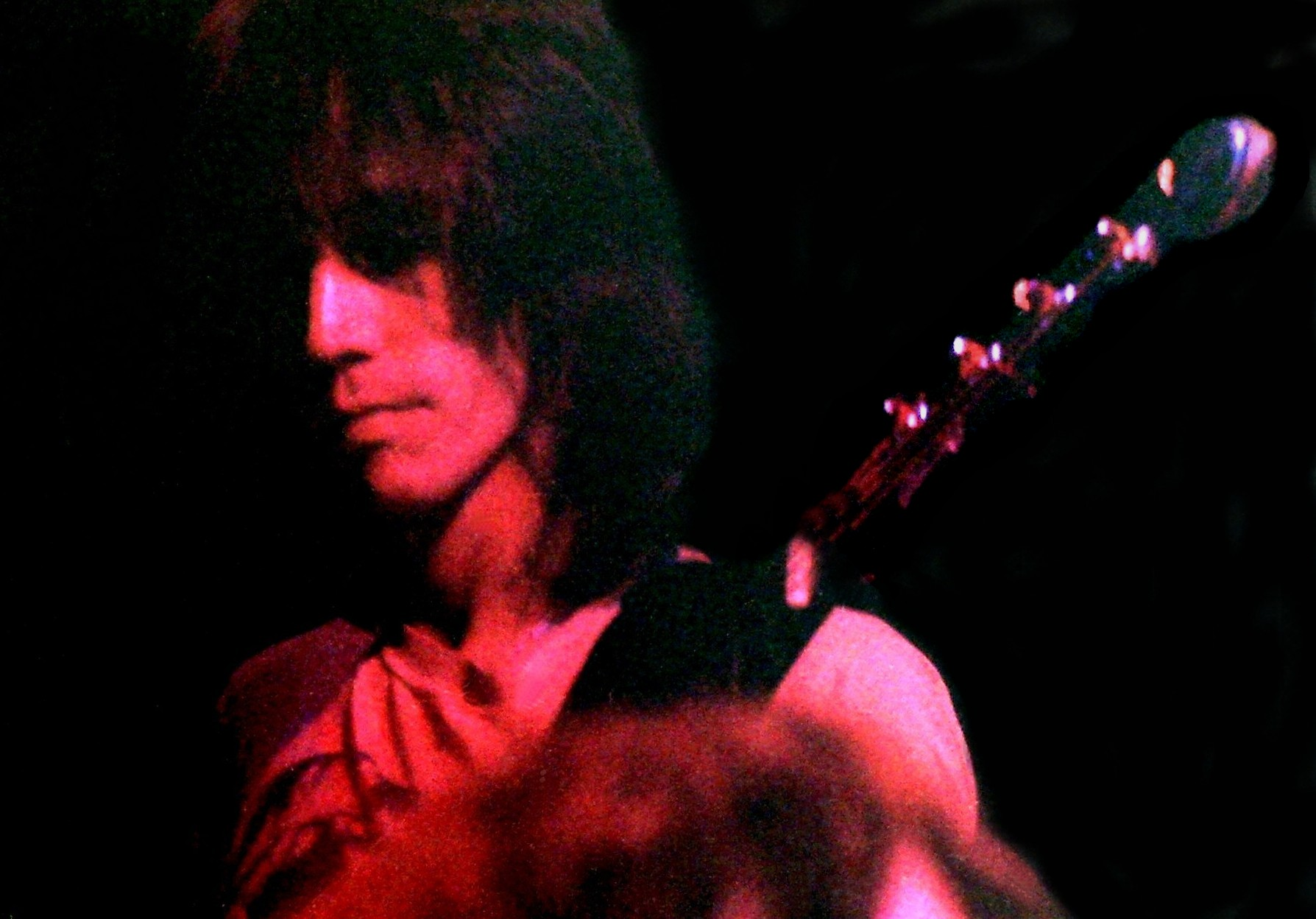
Král als Bassist in Mannheim (1978)

Král wuchs in der Tschechoslowakei auf, besuchte ein Gymnasium in Prag und spielte dort die Leadgitarre bei der Band Saze, die 1966 mit dem von ihm komponierten Song Pierot in die Top Ten der tschechoslowakischen Radio-Charts einzog. Da er mit seiner Familie aus beruflichen Gründen des Vaters, der als Dolmetscher bei der Nachrichtenagentur ČTK und der UNO tätig war, in jenem Jahr nach New York City umsiedelte, erfuhr er hiervon erst im Nachhinein.
Král fand in New York trotz der bestehenden Sprachbarriere musikalisch recht schnell Anschluss zur dortigen US-Punk-Szene und trat zunächst als Bassist in die Patti Smith Group ein. Er schrieb mit Patti Smith den Hit Dancing Barefoot, der später von U2 und Pearl Jam gecovert wurde.
Weitere Stationen seiner Karriere führten ihn als Studiomusiker u. a. zu Blondie, Iggy Pop, Talking Heads, David Bowie, U2, den New York Dolls und John Waite.
Nach dem Fall des Eisernen Vorhangs kehrte Král im Spätherbst 1989 wieder nach Prag zurück und wandte sich dort vermehrt der Produktion von Filmmusik und Künstlern der dortigen Szene zu. Ferner gründete er mit der Band Native ein eigenes Trio.

### Privates
Král war mit der Fotografin Cindy Hudson verheiratet. Das Paar blieb kinderlos. Král erlag Anfang Februar 2020 in den USA einem Krebsleiden.

## Auszeichnungen
- 1994: Czech Grammy für das Soloalbum Nostalgia
- 1995: Producer of the Year
- 1998: Producer of the Year
- 2001: Český lev für die Filmmusik zu Cabriolet[5]

## Diskografie (Auswahl)
- 1978: Easter mit der Patti Smith Group
- 1982: Ignition mit John Waite
- 1993: His Native Complete (Solo)
- 1995: Nostalgia (Solo)
- 1999: Dancing Barefoot (Solo)

## Filmografie (Auswahl)
(als Komponist)
- 2019: Mindhunter (TV-Serie)
- 2018: The Deuce (TV-Serie)
- 2013: The Vampire Diaries (TV-Serie) Because the Night
- 2008: Chuck (TV-Serie) Chuck Versus the Ex cing Barefoot – uncredited
- 1999: New Waterford Girl
- 1997: All Over Me (Doku Pissing in the River – as I. Kral)
- 1982: A Night at Halsted’s
- 1980: Times Square – Ihr könnt uns alle mal
- 1978: Ohne Maulkorb (TV-Serie)